# Jens Bühligen
Jens Bühligen (* 15. September 1966 in Markranstädt) ist ein deutscher Kommunalpolitiker (CDU) und war vom 4. Juli 2008 bis zum 3. Juli 2022 Oberbürgermeister der Stadt Merseburg in Sachsen-Anhalt.

## Leben
Bühligen machte 1985 in Merseburg sein Abitur und studierte von 1989 bis 1993 in Berlin Jura und absolvierte 1993 bis 1996 ein Referendariat in Halle. Von 1996 bis 2001 arbeitete er als Rechtsanwalt (Fachanwalt für Arbeitsrecht) in Halle und Merseburg. 2001 wurde er als parteiloser Kandidat vom Merseburger Stadtrat zum Bürgermeister gewählt. Im selben Jahr trat er der CDU bei. Ab 2005 war er Vorsitzender des CDU-Stadtverbandes Merseburg und später auch des CDU-Kreisverbandes des Saalekreises. 2007 errang Bühligen bei der Wahl des Kreistages Saalekreis ein Mandat.
Vom 10. August 2007 bis zum 3. Juli 2008 führte Jens Bühligen vertretungsweise die Amtsgeschäfte des von seinem Amt suspendierten Oberbürgermeisters Reinhard Rumprecht (parteilos) fort.

## Wahl zum Oberbürgermeister

### Erste Amtsperiode(2008–2015)
Am 9. März 2008 setzte sich Bühligen als von der CDU nominierter Kandidat bei der Stichwahl um das Amt des Oberbürgermeisters der Stadt Merseburg mit 50,9 % der abgegebenen Stimmen gegen den SPD-Kandidaten Steffen Eichner durch, der auf 49,1 % der Stimmen kam.

### Zweite Amtsperiode(ab 2015)
Bei der zweiten OB Wahl, welche am 15. März 2015 stattfand, wurde Bühlingen in seinem Amt als Oberbürgermeister der Stadt Merseburg bestätigt. Er setzte sich mit knapp 69 % gegen Daniel Fleischhauer (SPD) durch, welcher knapp 31 % der Stimmen erzielte.
Im Dezember 2021 kündigte Bühligen an, nicht für eine dritte Amtszeit zu kandidieren, sondern die Geschäftsführung eines kommunalen Unternehmens übernehmen zu wollen.

## Sonstiges
Jens Bühligen ist verheiratet und Vater eines Sohnes.